# Sigfrid Liljekvist
Sigfrid Liljekvist, född den 27 augusti 1905 i Malmö, död den 13 april 2002 i Lund, var en svensk präst.
Liljekvist växte upp i Holmeja hos en faster, sedan hans föräldrar gått bort i unga år. Han avlade studentexamen i Lund 1925, filosofie kandidatexamen 1926 och teologie kandidatexamen 1928.
Han prästvigdes samma år och blev vice pastor i Barsebäcks och Hofterups församlingar fram till 1930 då han blev komminister i Äspö församling. Han blev kyrkoherde i Källstorps församling 1942, kontraktsprost i Vemmenhög 1959, i Ljunits och Herrestad 1962 samt emeritus 1971.
Vid sin pensionering 1971 bosatte sig Liljekvist och hustrun Anna, född Pålsson (1908-1980; gifta den 27 augusti 1932) på Östra Torn i Lund. Efter att makan avled 1980 ägnade sig Liljekvist åt att läsa historia och historiska romanskildringar samt åt matematiska problemlösningar.
Liljekvist tog på hösten 1957 initiativet till att bilda Klagstorps Föreläsningsförening. Han blev ledamot av Nordstjärneorden 1961.